# Gale (cráter)
Gale es un cráter de Marte cercano a los extremos de las tierras bajas de Elysium Planitia en las coordenadas 5.22° S, 137.49° E. Su diámetro es de 154 km  y se cree que tiene de 3500 a 3800 millones de años de antigüedad. Posee un pico central de 5500 m de altitud denominado Aeolis Mons. El cráter fue denominado así en honor de Walter Frederick Gale, astrónomo amateur asiduo observador de planetas y un ferviente defensor de la vida en Marte.
El 26 de noviembre de 2011, la NASA lanzó con un cohete Atlas V un vehículo todo terreno, equipado con un laboratorio robótico para explorar el cráter, que se conoce como Mars Science Laboratory (MSL). El 6 de agosto de 2012 aproximadamente a las 05:31 UTC el vehículo MSL aterrizó exitosamente en el cráter Gale (véase Bradbury Landing).Investigaciones recientes han concluido que el cráter estuvo inundado por agua.